# ایگان (آیووا)
ایگان (به انگلیسی: Egan) یک منطقهٔ مسکونی در ایالات متحده آمریکا است که در آیووا واقع شده‌است. ایگان ۳۴۶٫۸۷ متر بالاتر از سطح دریا قرار دارد.